# Raimonds Vējonis
Raimonds Vējonis (Óblast de Pskov, Rusia, 15 de junio de 1966) es un biólogo y político letón. Fue el presidente de Letonia entre 2015 y 2019, y anteriormente ejerció como ministro de Medio Ambiente (2002-2011) y ministro de Defensa (2014-2015).
Adscrito a la Unión de Verdes y Campesinos, está considerado el primer político de un partido verde que ha asumido la jefatura de un estado en Europa.

## Biografía
Raimonds Vējonis nació el 15 de junio de 1966 en el Óblast de Pskov (Rusia, entonces parte de la Unión Soviética), en una familia de padre letón y madre rusa. Su nacimiento tuvo lugar cuando su padre estaba cumpliendo el servicio militar en el Ejército Soviético. A las pocas semanas se trasladarían a Sarkaņi, un pueblo letón en el distrito de Madona donde pasaría toda su infancia.
Desde joven mostró interés por la protección del medio ambiente, debido a que su abuelo se había quedado ciego por el uso de productos químicos en una granja colectiva soviética.
En 1989 se licenció en Biología por la Universidad de Letonia, al mismo tiempo que impartía clases en el instituto de Madona. Completaría su formación con una especialidad en Ingeniería de Tecnologías Ambientales por la Universidad de Tampere (Finlandia), y una maestría en Ciencias Biológicas por la Universidad de Letonia en 1995. Habla con fluidez tres idiomas: letón, ruso e inglés.
Además de dedicarse a la enseñanza, en 1990 formó parte del departamento medioambiental de la administración regional de Madona, llegando a ser director adjunto. Desde 1997 hasta 2002 estuvo trabajando como representante de la empresa de gestión de residuos Getlini Eko.

## Trayectoria política
Vējonis empezó a militar en movimientos ecologistas durante la Revolución Cantada. En 1990 se afilió al recién creado Partido Verde de Letonia, y desde ese año hasta 1993 fue concejal en el distrito de Madona.
En vista de su trabajo a nivel regional, en 1996 el gobierno letón le nombró director de la recién creada junta medioambiental del área metropolitana de Riga, cuyas funciones incluían el control de la planificación territorial y la descontaminación del río Daugava. Dos años más tarde se le encomendaría la adaptación de la política ambiental de todo el país a los estándares de los estados asociados a la Unión Europea.
En 2002 fue elegido diputado del parlamento letón (Saeima) por la Unión de Verdes y Campesinos. Desde 2002 hasta 2011 ha sido ministro de Medio Ambiente y Desarrollo Regional.
Sus nueve años de gestión en Medio Ambiente se han caracterizado por la integración de Letonia en la política ecológica europea, la inclusión de bosques en la red comunitaria «Natura 2000», la aprobación de una ley que restringía las cosechas modificadas genéticamente, y la creación en 2008 del proyecto Lielā talka (en español, «gran limpieza») para adecentar los bosques letones. El ministro se opuso a la participación del gobierno de Letonia en la construcción de la central nuclear de Visaginas, si bien sus peticiones fueron desestimadas.
Vējonis asumió el liderazgo de la Unión de Verdes y Campesinos en las elecciones de 2011, en las que fueron quintos con 13 escaños y quedaron fuera del gobierno. No obstante, se mantuvo al frente y en las elecciones de 2014 mejoraría los resultados, con un tercer puesto y 21 escaños. Los ecologistas acordaron un gobierno de coalición con el partido Unidad, por el que la nueva primera ministra Laimdota Straujuma le confiaría a Vējonis el ministerio de Defensa.

## Presidente de Letonia
Raimonds Vējonis ha sido presidente de Letonia desde el 8 de julio de 2015 hasta el 8 de julio de 2019. El cargo supone la jefatura del Estado, una función representativa con poderes ejecutivos limitados. Durante su mandato se sucedieron los siguientes primeros ministros: Laimdota Straujuma (2014-2016), Māris Kučinskis (2016-2019) y Arturs Krišjānis Kariņš (2019).
La elección de Vējonis se produjo poco después de que el anterior presidente Andris Bērziņš anunciara su retirada de la política. El gobierno de coalición propuso al entonces ministro de Defensa para ocupar su cargo, por lo que este se enfrentaría a otros tres candidatos. Y después de que la Saeima fuese eliminando opciones, Vējonis salió elegido en la última votación con 55 votos a favor y 42 en contra.
En su discurso de investidura, el nuevo presidente ha prometido que sus prioridades serán la seguridad nacional, la coexistencia de las comunidades lingüísticas y la defensa del medio ambiente.
En enero de 2016, Vējonis cayó gravemente enfermo por una endocarditis infecciosa, siendo necesario una operación a corazón abierto para implantarle una válvula artificial. El presidente permaneció dos semanas en cuidados intensivos y luego siguió un proceso de rehabilitación, retomando sus funciones en marzo del mismo año.
Tras cumplir su mandato presidencial, fue reemplazado el 8 de julio de 2019 por el jurista Egils Levits.

## Distinciones honoríficas

### Distinciones honoríficas letonas
- Comandante gran cruz de la Orden de las Tres Estrellas (República de Letonia, 08/07/2015).

### Distinciones honoríficas extranjeras
- Caballero Gran Cruz de la Orden del León Neerlandés (Reino de los Países Bajos, 11/06/2018).